# Grupo Nosa Terra XXI
Grupo Nosa Terra XXI es un holding español, con sede en la ciudad de Vigo, actualmente está presidido por José Silveira Cañizares. Emplea en su conjunto a más de 5 000 personas en todo el mundo.

## Navieras
El grupo empresarial fue fundado en el año 1974 con el nombre de empresa Remolcadores Nosa Terra S.A. (Remolcanosa), la empresa comenzó funcionando en sus primeros años con una flota de buques remolcadores, los cuales operaban en los litorales de España y Portugal (incluso uno de los buques de la flota fue bautizado con el nombre de Charuca Silveira, esposa de José Silveira) y fue en la década de 1990 cuando el grupo empresarial compra la Naviera Tinina de Portugal, la cual a partir de entonces se denominó Remolcanosa Portugal.
Remolcanosa Portugal cuenta com las navieras Tinita S.A., Reboport S.A. e Rebonave S.A., cuenta también con uma empresa de buceo profesional, Multisub S.A.
Em Portugal, remolcanosa opera los puertos de Viana do Castelo, Aveiro, Figueira da Foz, Lisboa, Setúbal, Sines, Portimão e Faro.

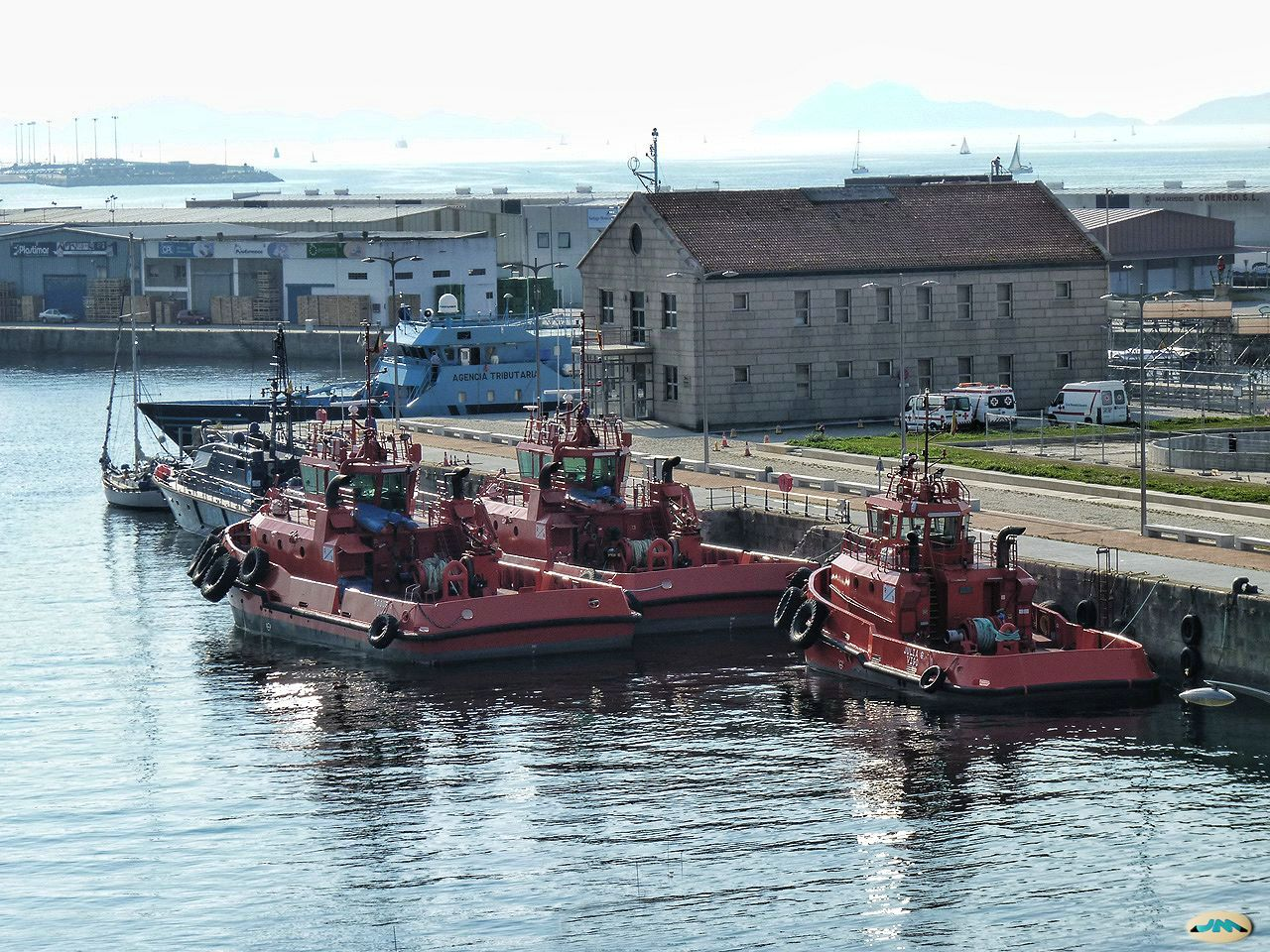
Buques Remolcadores pertenecientes a Remolcanosa amarrados en el Puerto de Vigo.

En el año 1997 gracias a los beneficios obtenidos con Remolcanosa, el grupo empresarial adquiere la Empresa Naviera Elcano y su flota a la SEPI. Esta ampliación del grupo empresarial convierte a José Silveira en el principal naviero de España. Cabe destacar que Empresa Naviera Elcano cuenta con empresas satélite en Argentina, Brasil (en donde posee un astillero propio), Portugal, además de otros países como Malta o Bahamas.
Además de Remolcanosa y Empresa Naviera Elcano, al grupo empresarial Grupo Nosa Terra XXI también pertenece la empresa Naviera Ría de Arosa, que opera en los tráficos interiores de los puertos de Villagarcía, Ribeira y Póboa do Caramiñal. Este conjunto de buques se dedica al transporte de petróleo, derivados a granel y gas licuado.

### Flota
La firma cuenta con una treintena de remolcadores y buques off-shore pertenecientes a su filial Remolcanosa (la cual en la actualidad es una de las empresas de remolque y salvamento marítimo más importantes de Europa).
Empresa Naviera Elcano (incluyendo sus filiales internacionales) dispone de una flota de más de treinta buques entre petroleros, quimiqueros, graneleros y otro tipo de buques de transporte, los cuales suman la cuarta parte del total del tonelaje de los cargueros españoles, superando el millón de toneladas GT.
Entre los buques de la flota de Empresa Naviera Elcano, destaca el Buque Gasero Castillo de Santisteban, el buque cuenta con una eslora de 300 metros y con capacidad para 173 600 metros cúbicos de gas.

## Sector Sanitario

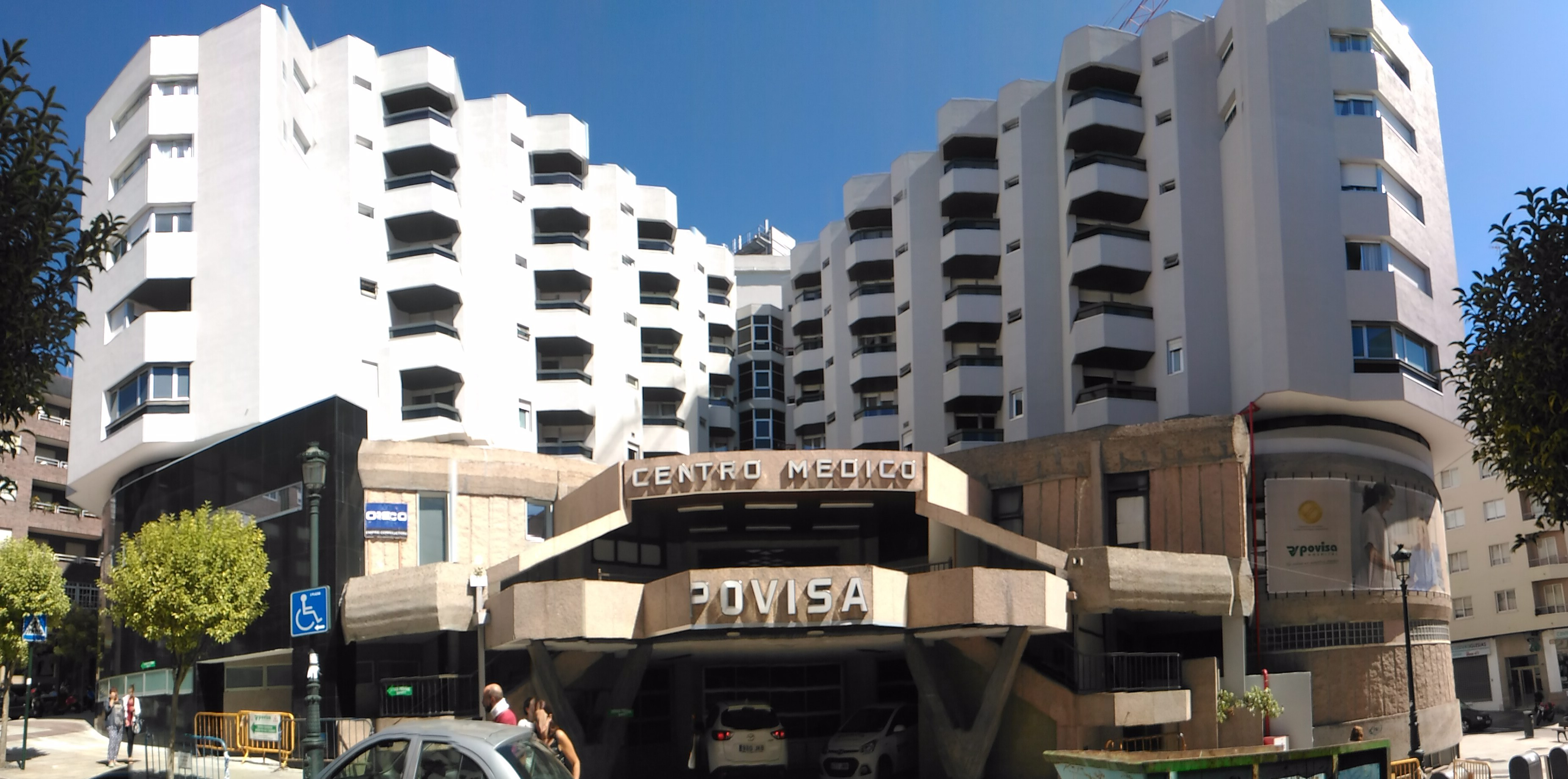
Hospital Povisa.

En el año 1996 Grupo Nosa Terra XXI gracias a la amistad de José Silveira con el médico Antonio Pintado Saborido, adquiere el hospital Policlínico de Vigo S.A. (POVISA), un hospital de más de 700 camas, el cual actualmente es el mayor hospital privado de España, y que también cuenta con una Escuela Universitaria de Enfermería adscrita a la Universidad de Vigo. Además en el año 2002 el grupo también adquiere el sanatorio Nuestra Señora de la Esperanza en Santiago de Compostela (el sanatorio fue vendido con posterioridad).

## Otros negocios
Aparte de los negocios navieros y sanitarios, el Grupo Nosa Terra XXI incluye participaciones en astilleros, lavanderías industriales, inmobiliarias, etc.